# Pallavolo ai XIII Giochi del Sud-est asiatico
La pallavolo ai XIII Giochi del Sud-est asiatico si è disputata durante la XIII edizione dei Giochi del Sud-est asiatico, che si è svolta a Bangkok, in Thailandia, nel 1985.

## Podi
| Evento                         | Oro        | Argento    | Bronzo    |
| Pallavolo maschile (dettagli)  | Thailandia | Indonesia  | ?         |
| Pallavolo femminile (dettagli) | Filippine  | Thailandia | Indonesia |